# KS Ełk
KS Ełk – polski klub piłkarski z siedzibą w Ełku, założony w 1946 roku przy stacjonującym w Ełku 62. Pułku Piechoty jako Wojskowy Klub Sportowy Mazur Ełk. Rozwiązany w 1953 roku.

## Historia
1 września 1946 ruszyły rozgrywki o awans do Klasy A. Rywalami Mazura były Zryw Suwałki, KKS Ełk, WKS Suwałki i Artylerzysta Ełk. W II kolejce, 8 września, WKS Mazur spotkał się z WKS Artylerzystą Ełk, co jest pierwszym ełckim meczem derbowym w oficjalnych polskich rozgrywkach piłkarskich. Ostatecznie Mazur zajął drugą lokatę za WKS Suwałki, a przed lokalnymi rywalami. W 1947 roku Mazur wygrał białostocką Klasę A, w której spotkał się z Wigrami Suwałki, KKS Ełk, Wici Białystok i Piehurem Białystok, dzięki czemu przystąpił do baraży o awans do I ligi. Rywalami Mazura były Legia Warszawa, Piechur Siedlce i Sokół Ostróda. Baraże wygrała Legia, a Mazur zajął ostatnią lokatę, wygrywając tylko u siebie z Sokołem.
W sezonie 1948 Mazur zajął ostatnią, szóstą, pozycję w białostockiej A-Klasie i spadł do B-Klasy (czwarty poziom rozgrywek). Mazur przegrał wówczas oba derbowe spotkania z KS ZZK Ełk.
W roku 1952 w ramach odgórnego polecenia o utajnieniu miejsca stacjonowania jednostek wojskowych klub zmienił nazwę na KS Ełk.
W sezonie 1952 KS Ełk jako zwycięzca swojej grupy Klasy A (III poziom), grał o grę w II lidze z II-ligową Gwardią Białystok, jednakże mecze barażowe okazały się bezpodstawne, gdy przed sezonem 1953 II ligę zmniejszono do 14 drużyn, a wśród nich się nie znalazły zarówno KS Ełk jak i Gwardia. Kluby się spotkały w nowo utworzonej III lidze w sezonie 1953, w grupie III (warszawskiej). Ełcki klub zajął ostatnią, dziesiątą pozycję zdobywając zaledwie 1 punkt. Pozostałe ełckie kluby występowały na niższych szczeblach. Po sezonie klub został rozwiązany.
Nazwę Mazur Ełk w 1955 roku przyjął klub Kolejarz Ełk.